# Yeast
Yeast è un film del 2008 scritto, diretto e interpretato da Mary Bronstein, al suo primo lungometraggio.

## Trama
Rachel, una giovane donna emotivamente dispotica e ignara di ciò che vive in un appartamentino in affitto a Brooklyn, si trova ai ferri corti con le sue due amiche nel corso di un weekend estivo: la sua coinquilina Alice, disoccupata e poco collaborativa, decide di non partire per il viaggio in campeggio che era stato programmato, senza spiegarle il motivo, lasciandola sola con Gen, che la irrita con le sue costanti buffonate.

## Produzione
Il film è nato da una costola di Frownland (2007), in cui Mary Wall aveva recitato, sposandone il regista Ronald Bronstein durante la lavorazione. Interessatasi al cinema grazie a questa esperienza, Bronstein ha proposto al marito di girare «come esperimento, senza spendere letteralmente un soldo [...] una sceneggiatura che avevo scritto in cinque settimane invece che in cinque anni». Dopo che un primo tentativo non è andato in porto, Bronstein ha deciso di dirigere il film lei stessa, nonostante non avesse precedenti esperienze nella regia. Come troupe, ha usato la stessa di Frownland, tra cui il direttore della fotografia Sean Price Williams.
Le attrici Greta Gerwig e Amy Judd, assieme alla stessa Bronstein protagoniste del film, hanno contribuito a dare ulteriore forma alla sceneggiatura e ai loro personaggi. Tuttavia la sceneggiatura è stata utilizzata "più come tracciato da seguire che altro" e le scene spesso finalizzate nel loro aspetto definitivo nel corso delle prove sul set.

## Distribuzione
Il film è stato presentato in anteprima nel marzo 2008 al festival South by Southwest, venendo reso disponibile su Dailymotion dall'ottobre dello stesso anno per un certo periodo di tempo.

## Accoglienza
Nel 2023, Richard Brody del New Yorker l'ha definito "un classico moderno" del cinema indipendente americano e lo ha citato tra i migliori esempi del mumblecore.